# Erling Bjerno
Erling D. Bjerno (født 25. december 1929, død 24. august 2019) var en dansk komponist og organist.
Erling D. Bjerno blev uddannet organist og var i årene 1967-1996 ansat ved Ansgar Kirke i Aalborg. I samme periode var han ansat som lærer ved Nordjysk Musikkonservatorium.
Som komponist var han delvis selvlærd. Han debuterede i 1961 med sin 1. symfoni. Da kabaretteatret Svalegangen åbnede i Århus i 1963, var han teatrets komponist og pianist i en sæson. Efterfølgende havde han en omfattende produktion i mange genrer. Foruden undervisningsmusik, kammermusik, korværker og teater-, radio- og TV-musik har han skrevet symfonier, operaer, oratorier, messer og kantater.
Han skrev i en traditionel stil, som ikke altid blev vel modtaget af anmelderne. Alligevel har han ikke skrevet til skrivbordsskuffen, men fået sin musik opført i mange sammenhænge.

## Udvalgte musikværker
- Musik til Hieronimus Justesen Ranch's komedie Karrig Nidding fra ca. 1600 (1969)
- Stygge Krumpen (friluftsspil 1984)
- Jeppe på Bjerget (film med bl.a. Buster Larsen som Jeppe)
- Nederlaget (Århus Teater)
- Toreadoren (Ballet på Det kgl. Teater)
- Jeanne d'Arc (Ålborg Teater)
- Stenskibet (Jelling Vikingespil 1990)
- Swietoslawa (Jelling Vikingespil 1993)
- Knud den Store (Jelling Vikingespil 1995)
- Mellem Himmel og Helvede – De 7 dødssynder (Vitskøl Kloster Spillene 1995)
- Værkliste på SNYK Arkiveret 21. februar 2014 hos  Wayback Machine